# 南満洲鉄道ジテ1型気動車
南満洲鉄道ジテ1型気動車（みなみまんしゅうてつどうジテ1がたきどうしゃ）は、かつて南満洲鉄道（満鉄）が保有していた電気式気動車である。なお、本項ではジテ1型と編成を組んでいた付随車・付随制御車であるロハフ1型・ハフ1型・ハフセ1型客車についても記述する。

## 概要

### 導入の経緯
南満洲鉄道における気動車の導入は、日本やその他の国などで一般的であった、自動車の普及に対応するために小単位・高頻度運行を実施するという目的とは異なり、地方学童の通学用として使用することを最初の契機として開始されている。すなわち、近隣に小学校のない沿線の子弟の通学に貨物列車を必要箇所に適宜停車させてその輸送に充てていたが、運転上支障があることと、危険があることから1930年度に気動車18両を導入して通学輸送に充当したものであるが、その後、三等客車に比べ快適で、客室への煤煙の侵入がないため旅客にも好評で運転経費も安価であったため、1931年度以降正式に一般旅客の輸送取扱を開始している。
このような経緯で導入が進められた南満洲鉄道の気動車の多くは日本車輌製造製であったが、一部は大連工場でも製造されている。保有量数は1934年に83両となり、気動車列車の乗客の増加に伴い、当初導入されていた機械式気動車の単行運転では輸送力が不足して積残しが発生する状況であったことから、1931年に動力車1両で付随車1両を牽引することが可能な出力を有する電気式のジハ1型および附随車のハフ2型（旧形式ハト2型）が導入されているが、ジハ1型は遠隔制御機能を持たず、ハフ2型も運転設備を持たない通常の客車であった。
なお、この間、1931年の満洲事変と翌1932年の満洲国成立を受け、南満洲鉄道では1933年3月1日より満洲国国有鉄道の経営を受託し、通称「国線」と呼ばれる受託路線の管轄のために奉天に鉄路総局が設置され（通称「社線」と呼ばれる従来からの南満洲鉄道線は鉄道部が管轄）、また、同時に満洲国内の鉄道および港湾の新設も担当することとなったため、同日に大連本社内に鉄道建設局が設置されている。さらに、1935年には北満鉄路の満洲国国有鉄道への接収がなされ、これも南満洲鉄道が経営を受託しており、その後1936年には鉄道部、鉄路総局、鉄道建設局が統合されて奉天の鉄道総局に改組されている。その流れの中で、通称「社線」における気動車の運行距離は1930年度に57千 km、1931年度に1613千 kmであったが1934年度では2303千 kmとなっている。
一方、この時代の欧州およびアメリカにおいては、ユニオン・パシフィック鉄道のM-10000形（1934年）、シカゴ・バーリントン・アンド・クインシー鉄道のパイオニア・ゼファー（1934年）、ドイツ国営鉄道のフリーゲンダー・ハンブルガー（1932年）などを皮切りに、固定編成の気動車による高速・長距離列車が急速に発達し、連接台車の採用、アルミニウム押出型材の使用、ステンレス薄板のスポット溶接組立て、構体骨組みへの金属管の採用その他の新技術を採用した流線形の軽量車体、ターボチャージャーの採用を含む大出力の主機などの新しい技術が多く採用されていた。こういった気動車の高速化により、例えば、当時鉄道省工作局長であった鉄道技術者の朝倉希一が内燃機関が発達してみるとなかなか工合良く、初めは支線用として発達したのであるが、漸次幹線の高速度用として発達するに至ったのである。（中略）1930年頃から軽量大馬力といふ事が主唱されるやうになって急に飛躍的の発展を示し、（中略）その発達は実に停るところを知らぬ有様である。と述べたり、高速気動車が特急列車用として実用化され始めていた時代に、南満洲鉄道が1934年に運行を開始した特急「あじあ」を蒸気機関車が牽引する列車としたことが逆に注目を集めるといった状況となっていた。

このような状況において、南満洲鉄道が区間列車の高速化を目的とした機体がジテ1型電気式気動車であり、当初は動力車であるジテ1型が従来型の客車2両を牽引する計画であったが、連接式・固定編成で遠隔制御用の運転室を有するロハフ1型、ハフ1型、ハフセ1型の3両からなる小型軽量の附随客車が専用で用意されている。本形式導入の経緯に関し、南満洲鉄道では
世界主要鉄道が運転経費節減及旅客に快感を与ふる等の見地より競て大型高速重油機関の製作を企図し夫々相当の実績を挙げているので、会社に於ても斯くの如き世界の大勢に順応すると共に満洲国建国後激増せる旅客輸送に対応する一手段として附随車三両を牽引し得て手荷物室を設備せる本車輌を作製した—南満洲鉄道株式会社、『南満洲鉄道株式会社第三次十年史 上』
昭和十年に至って諸外国における内燃車輌の発達に刺激され、区間の高速化を目指し、重油手荷物動車1輌、附随車三輌計四輌を以て一編成とする流線型列車六箇編成を制作した—吉田信太郎（南満洲鉄道鉄道総局工作局工作課長）、「汽車発達史」『協和』（満鉄社員会機関誌）
としており、メーカー側においても
満鉄に於いても夙にその（注：ディーゼル動車・機関車の）将来性に着目し、重油機関車、重油動車等数輌を使用して居たが、今回更に中単位列車にも之を用いて区間列車の速度向上と経済化を図ったのである—伊藤隆治、『新造流線形500馬力重油電動車に就いて』「芝浦レビュー」
としている。
本形式は、車体・台車は日本車輌製造、主発電機・主電動機をはじめとする電機品は日立製作所および芝浦製作所（現東芝）、ブレーキ装置は日本エヤーブレーキ（現ナブテスコ）、主機はSulzerおよび新潟鐵工所がそれぞれ製造を担当しており、日立製作所、芝浦製作所、新潟鐵工所はジキイ型電気式ディーゼル機関車501-502号機（旧形式デセ型7000-7001号機）の電機品および主機で、Sulzerはジハ1型およびジキイ型1号機（旧形式デセ型2000号機）の主機でそれぞれ実績のあるメーカーとなっている。また、最終組立ても担当した日本車輌製造では本形式の導入に際し、主機メーカーの一つであるスイスのSulzerに設計課長の茂上孝二を出向させて調査・研究を行わせ、帰社後には本形式製造の主担当となっている。なお、本形式は、欧米の高速固定編成気動車に倣い、電気式動力伝達装置と、日本初の連接車である京阪電気鉄道60型（通称びわこ、1934年製）に引続き連接台車を採用したが、車体は一般的な鋼製車体で、軽量化への配慮は鋼製屋根や（南満洲鉄道における他の客車よりも）小断面の車体の採用などに限られており、試作流線形気動車であるケハ3型101号機（旧形式ジハ2型）の構体で採用された軽合金（車体側板に使用）と床下の流線形カバーは本形式では採用されていない。
南満洲鉄道の気動車の形式名には、当初は燃料としてガソリンを使用する機体を「軽油動車」、軽油もしくは重油を使用する機体を「重油動車」と称して、それぞれ"ケ"および"ジ"が付されていたが、1938年4月1日に車両称号改正が実施されて、燃料の揮発油（ガソリン）、軽油、重油の種別毎にそれぞれ「揮発油動車」「軽油動車」「重油動車」として、"キ"、"ケ"、"ジ"が付される方式に改められている。また、ジテ1型と編成を組むロハフ1型、ハフ1型、ハフセ1型はそれぞれ二・三等付随車、三等付随車、三等付随制御車として客車に分類されていた。なお、1930年代における欧米の主要な固定編成高速気動車と本形式の比較は下表の通りとなっている。
| 形式                           | 国       | 製造年 | 編成両数    | 車軸配置               | 全長 (m) | 自重 (t) | 伝達 方式     | 主機出力 (kW) | 最高速度 (km/h) | 車体材質      |
| ------------------------------ | -------- | ------ | ----------- | ---------------------- | -------- | -------- | ------------- | ------------- | --------------- | ------------- |
| ジテ1                          | 満洲     | 1935   | 4両一部連接 | Bo'2' + 2'2'2'Bo'      | 65       | 133      | 電気式        | 338 × 1       | 100             | 普通鋼        |
| パイオニア・ゼファー           | アメリカ | 1934   | 3車体連接   | Bo'2’2’2’              | 60       | 94       | 電気式        | 490 × 1       | 180             | ステンレス    |
| M-10000形                      | アメリカ | 1934   | 3車体連接   | Bo'2’2’2’              | 62       | 85       | 電気式        | 447 × 1       | 177             | アルミニウム  |
| M-10001形                      | アメリカ | 1935   | 7車体連接   | Bo'Bo'2’2’2’2'2'2'     | 139      | 279      | 電気式        | 890 × 1       |                 | アルミニウム  |
| コメット                       | アメリカ | 1935   | 3車体連接   | Bo'2’2’Bo’             | 63       | 114      | 電気式        | 298 × 2       | 153             | アルミニウム  |
| 877型                          | ドイツ   | 1932   | 2車体連接   | 2'Bo'2’                | 42       | 85       | 電気式        | 302 × 2       | 160             | 普通鋼        |
| 137 153...234型                | ドイツ   | 1935   | 3車体連接   | "2'Bo'Bo’2' Bo'2’2’Bo’ | 60       | 133 124  | 電気式 液体式 | 442 × 2       | 160             | 普通鋼        |
| 137 273...858型                | ドイツ   | 1936   | 3両         | 2’Bo' + 2'2' + Bo'2'   | 69       | 178      | 電気式        | 442 × 2       | 160             | 普通鋼        |
| ATR100                         | イタリア | 1935   | 3車体連接   | (1A)' 2'2 '(A1)'       | 61       | 92       | 機械式        | 294 × 2       | 160             | 普通鋼/アルミ |
| ZZA-K1                         | フランス | 1935   | 2両         | (1B1)'(1B1)'+4'4'      | 42       | 55       | 機械式        | 147 × 4       |                 | 普通鋼        |
| 1. 2. 3. 4. 5. 6. 7. 8. 9. 10. |          |        |             |                        |          |          |               |               |                 |               |

### 車両概要
本形式の設計要件・概要は以下の内容で設定されている。
| 項目     | 項目             | ジテ1                                                            | ロハフ1                                                          | ハフ1                                                            | ハフセ1                                                          |
| -------- | ---------------- | ---------------------------------------------------------------- | ---------------------------------------------------------------- | ---------------------------------------------------------------- | ---------------------------------------------------------------- |
| 線路条件 | 軌間             | 1435 mm                                                          | 1435 mm                                                          | 1435 mm                                                          | 1435 mm                                                          |
| 線路条件 | 想定運行区間距離 | 240 km                                                           | 240 km                                                           | 240 km                                                           | 240 km                                                           |
| 線路条件 | 最小曲線半径     | 300 m（本線） 150 m（側線）                                      | 300 m（本線） 150 m（側線）                                      | 300 m（本線） 150 m（側線）                                      | 300 m（本線） 150 m（側線）                                      |
| 線路条件 | 最急勾配         | 10 ‰                                                             | 10 ‰                                                             | 10 ‰                                                             | 10 ‰                                                             |
| 気象条件 | 外気温           | -30 ℃から+30 ℃の間                                               | -30 ℃から+30 ℃の間                                               | -30 ℃から+30 ℃の間                                               | -30 ℃から+30 ℃の間                                               |
| 気象条件 | 風               | 最大風速20 m/s                                                   | 最大風速20 m/s                                                   | 最大風速20 m/s                                                   | 最大風速20 m/s                                                   |
| 車両概要 | 速度             | 最高速度 100 km/h 10 ‰均衡速度 45 km/h 被牽引時最高速度 130 km/h | 最高速度 100 km/h 10 ‰均衡速度 45 km/h 被牽引時最高速度 130 km/h | 最高速度 100 km/h 10 ‰均衡速度 45 km/h 被牽引時最高速度 130 km/h | 最高速度 100 km/h 10 ‰均衡速度 45 km/h 被牽引時最高速度 130 km/h |
| 車両概要 | 運転方向         | 前後に双方に運転可能                                             | 前後に双方に運転可能                                             | 前後に双方に運転可能                                             | 前後に双方に運転可能                                             |
| 車両概要 | 連結器中心高     | 890 mm                                                           | 890 mm                                                           | 890 mm                                                           | 890 mm                                                           |
| 車両概要 | 最大牽引力       | 49.0 kN以上                                                      | 49.0 kN以上                                                      | 49.0 kN以上                                                      | 49.0 kN以上                                                      |
| 車両概要 | 二等客室         | ×                                                                | 28名                                                             | ×                                                                | ×                                                                |
| 車両概要 | 三等客室         | ×                                                                | 58名                                                             | 102名                                                            | 98名                                                             |
| 車両概要 | 手荷物室         | 4 t                                                              | ×                                                                | ×                                                                | ×                                                                |
| 1. 2.    |                  |                                                                  |                                                                  |                                                                  |                                                                  |

また、本形式の設計上の特徴は以下の通りであり、将来を見越した研究的要素も含まれている。
- ディーゼル機関を使用することにより、運転準備を簡単かつ短時間に行うことを可能とする。
- 4両編成とし、うち附随客車3両を連接式として台車数を減らして重量軽減を図るとともに、運行時の動揺の低減を図る。
- 編成両端に運転室を配置し、機関・運転制御を遠隔操作可能なものとして前後両方向に運転可能とする。
- 動力台車2基を編成の両端に配置するとともに、主電動機の直並列制御を行う。
- 列車の前後端部を流線形とするとともに、車両間の連結幌を車体と同断面のいわゆる全周幌として空気抵抗の低減を図る。
- 重油燃焼ボイラーによる蒸気暖房装置を装備する。
- 車輪直径を小さいものとして、重心低下、車両断面の縮小、重量軽減を図る。
- 各車軸の軸受はころ軸受とする。
- 基礎ブレーキ装置を両抱式踏面ブレーキとして制動距離の短縮を図る。
- 電気制御機器の多くを分電盤内に配置することにより機関室内のスペースを節約する。

本形式は動力車のジテ1型で二等・三等付随客車のロハフ1型、三等付随客車のハフ1型、三等制御付随客車のハフセ1型からなる3車体4台車連接式の固定編成を牽引した4両編成での運行を基本としているが、編成中のハフ1型の両数を加減することで以下の3両もしくは5両編成で運行することも可能となっている。さらに、ジテ1型を編成の両端に配置した6両での運行も可能となっており、その場合は、ジテ1型の台車を2基とも動台車としている。これら各編成は以下の通り（括弧内は車軸配置）。
- 基本編成：ジテ1型 - ロハフ1型 - ハフ1型 - ハフセ1型（Bo'2' + 2'2'2'Bo'）
- ハフ1型省略編成：ジテ1型 - ロハフ1型 - ハフセ1型（Bo'2' + 2'2'Bo'）
- ハフ1型増結編成：ジテ1型 - ロハフ1型 - ハフ1型 - ハフ1型 - ハフセ1型（Bo'2' + 2'2'2'2'Bo'）
- ジテ1型両端配置編成：ジテ1型 - ロハフ1型 - ハフ1型 - ハフ1型 - ロハフ1型 - ジテ1型（Bo'Bo' + 2'2'2'2'2’ + Bo'Bo'）

一方で、付随客車の編成のみを蒸気機関車で牽引して運行することも可能となっており、連結器、空気ブレーキや蒸気暖房の連結ホースの配置は南満洲鉄道の一般的な客車と合わせたものとなっている。

## 車体
車体は、幅は客車と同等で、他の気動車より広い3020 mm、屋根高は約4200 - 4300 mmであった客車より低く、他の気動車と同水準の3700 mmで、床面高は機関床下搭載の他の気動車より約100 mm低い1190 mm（ジテ1型）もしくは1180 mm（附随客車）となっている。
正面は上下方向に9.5度の後退角を持つ流線形の4枚窓（中央2枚は固定窓、外側2枚は下降窓）で、側面・前面と屋根の境界部が正面中央部に向かって下がる形態で、1937年製の名古屋鉄道850系に類似の形態であり、1934年製のケハ3型101号機（旧形式ジハ2型）では床下にも全面的にカバーを設置していたが本形式では設置されていない。南満洲鉄道では本形式の他にも鉄道省モハ52形に類似で、先頭部のみ床下カバーを設置したケハ6型、ケハ7型や、蒸気機関車においてもパシナ型、パシハ型およびダブサ型といった流線形車両を導入している。
車体構体は屋根板まで含め鋼製のものとなっており、ジハ1型の台枠は、250 × 125 × 7.5 mmの溝型鋼を使用した中梁と150 × 90 × 12 mmの溝型鋼の側梁、8 mm厚鋼板の枕梁、6 mm厚鋼板もしくは125 × 60 × 8 mmの溝型鋼の横梁で構成されて主機搭載部分に補強がされており、附随客車の台枠は中梁に250 × 125 × 9 mmの溝型鋼を用いているほかは、ジテ1型と同種の構成としている。外板はロハフ1型とハフセ1型は他の気動車と同じ1.6 mmであるが、重量のある主機等を搭載するジテ1型と台車中心間距離の長いハフ1型は2.3 mmとしており、さらにハフ1型はさらに吹寄部に補強板を追加している。
ジテ1型の屋根は主機上部が取外し式となっているほか、ラジエーター、主機・暖房用ボイラー各々の煙突、グローブ形ベンチレーターが設置されており、附随客車の屋根上にはガーランド形ベンチレーターが1列に設置されており、客室内の通風口は室内灯の灯具に組込まれている。
南満洲鉄道では混合列車の多くと気動車によるものを除く、普通列車の多くに二等車が組込まれており、本形式も附随客車3両のうち1両の半室を二等室とし、二等室には2 + 2列、三等室には2 + 3列（妻壁面部のみ2 + 2列）のボックス式固定クロスシートが配置されている。三等室は、客車においても2 + 3列の配置のハ1型と、2 + 2列の配置のハ3型（背摺は板張り）および急行や直通列車に使用されるハ5型（背摺はクッション張り）が併用され、気動車においても、初期に製造された学童輸送用の機体は3 + 3列、本形式を含む区間列車用の機体は2 + 3列、ケハ6型は2 + 2列の配置となっている。本形式の三等室の座席は他の気動車と同等のシートピッチ1300 mm、座席幅は3人掛が1330 mm、2人掛は890 mmで座席は背摺りが低く、肘掛も設置されないが、座面・背面ともにクッション付きのものとなっている。また、二等室の座席のシートピッチは二等客車のロ3型などのものより100 mm狭い1800 mm、座席幅は1065 mmで、座席の背摺は客車のものと同等の高さで柄入クッション張り、肘掛け付きであった。
附随客車に設置された乗降扉は幅730 mmの片引扉で下部には2段のステップが設置されており、ジテ1型の乗務員室扉は片側は幅600 mmの内開扉、もう片側は幅800 mmの片引扉、荷物室扉は幅1200 mmの片引扉となっており、これらはいずれもステップなしのものとなっている。また、側面窓は二等室は幅1000 mm（一部820 mm）、三等室は幅820 mmのもの、ジテ1型は荷物室は幅700 mm、機械室は幅820 mmのものとなっており、いずれも下段上昇・上段固定のニ段窓となっている。
本形式が使用された機関区の一つである奉天機関区は1月の平均気温が-11.2 ℃、最低気温平均が-15.6 ℃（いずれも1943年度実績）であり、暖房は欧米でも附随車を含む気動車編成では広く使用されていた蒸気暖房を採用している。ジテ1型に搭載した暖房用の縦型ボイラーから供給される355 kPaの蒸気もしくは蒸気機関車から供給される暖房用蒸気を利用するゴールド式蒸気暖房装置を搭載し、客室、トイレ、運転室、機械室のほか、厳冬期の主機起動を容易とするために主機下部にも暖房放熱器が設置されている一方、二等室内には扇風機2基が設置されていた。
連結器はジテ1型およびハフセ1型の編成両端およびジテ1型とロハフ1型の間は一般的な自動連結器が装備されており、編成内各車間には制御・電灯回路等用の16芯の引通線2組、ハフセ1型の主電動機用主回路引通線4本、元空気溜管、制動管の連結ホース、暖房用蒸気の連結ホースが引通されており、ジテ1型とハフセ1型の間の電気回路には電気連結器を用いている。連結幌は空気抵抗低減のためにいわゆる全周幌となっており、附随客車間のものは幅3040 mm、高さ2635 mm、ジテ1型とロハフ1型間のものは幅3040 mm、高さ2501 mmで、ジテ1型とロハフ1型の間は連結・解放をする機会が多いため、両車の連結面各々にリンク・ばね機構を内蔵した幌を設けて連結時にそのまま両側の幌が密着する構造となっている。

## 主要機器

### 機関
ジテ1型は6機のうち4機がスイスのSulzer製の6LTD25型を、2機が新潟鐵工所製のK6Dを主機として搭載する。いずれも4ストローク・直列6気筒で、シリンダ内径250 mm × 行程310 mm（排気量91.3 l）、連続定格出力は338 kW / 830 rpm、1時間定格出力は368 kW / 900 rpm、過負荷時出力405 kW（5分間）となっているほか、これらの機関は台板構造となっており、クランクシャフトの軸受を支える台板を車体台枠に直接ボルトで固定し、主機と直結される主発電機の間も直接結合して主機・主発電機・台枠を一体としている。
機関は電磁空気式のガバナーと3個の電磁弁により調速され、通常の力行時には830 rpm、高速ノッチ操作時には速度調整用電磁弁の動作により900 rpmでそれぞれ定速運転されるほか、機関始動時には燃料弁半開閉電磁弁が動作し、また、制御回路電源断・主回路の過負荷継電器動作・冷却水ポンプ停止・機関起動/停止ハンドルによる停止操作のいずれかの動作の際には、停止用電磁弁が釈放されることにより主機が停止し、また、冷却水および潤滑油圧力の低下時には自動で停止をする。
新潟鐵工所製のK6D型はSulzer製の6LTD25型の主な仕様に基づき新潟鐵工所で設計されたものであるが、納期の関係で並行して開発された別設計のものとなっており、主/補助発電機を含む全長4070 mm、床面からの高さ1939 mm（主発電機は床下にも張り出す）、全幅1640 mmであった。このほか、ピストン（6LTD25型はY合金（Al‐Cu‐Ni‐Mg系合金）鍛造品、K6D型はアルミニウム合金鋳造品）と台板および架構（6LTD25型は鋼板溶接組立、K6D型は鋳鉄・鋳鋼・鋼板混用）、燃料噴射ポンプ（6LTD25型はBosch製、K6D型は新潟鐵工所製）などの差異があり、燃料消費量は6LTD25型が175 g/PS/h、K6D型が200 g/PS/h、重量は6LTD25型が4200 kg、K6D型が5880 kgであった。
燃料タンクは機械室内天井両側に容量435 lのものを計2個搭載しており、1回の給油で約1000 kmの仕業が可能となっているほか、ジキイ型の運行実績に基づき、惰行時には主機を停止する運用も実施されており、例えば大連 - 大石橋間を123分で走行した際には主機運転時間は70分であり、このような運転方法も併せて蒸気機関車と比較して運行経費は大幅に低いものとなっていた。

### 電機機器
主発電機は主機と直結されるもので、連続定格出力290 kW、電圧580 V、電流500 A、回転数830 rpm、1時間定格出力320 kW、電圧500 V、電流640 A、回転数900 rpmの直流複巻補極付、自己通風式のものとなっており、界磁は補助発電機で励磁される他励分巻界磁と電機子に直列に接続される差動直巻界磁で構成される。また、主発電機にはさらに補助発電機も直結されており、これは連続定格出力20 kW、電圧130 V、電流154 A、回転数830/900 rpmの直流複巻補極付、自己通風式のもので、界磁は蓄電池もしくは自己電源で励磁される他励分巻界磁と電機子に直列に接続される和動直巻界磁で構成され、主発電機の他励分巻界磁の電源、補機、制御回路および蓄電池の電源として使用される。
主電動機は日立製作所製のもので、1時間定格出力 110 kW、電圧300 V 、電流420 A、回転数950 rpmの直流直巻補極付、自己通風式で、電機子軸受にはころ軸受を使用しており、編成両端の2基の台車の各2軸の動軸に1基ずつ計4基が搭載され、2基を直列に接続したものを直並列制御する。
電気式気動車の主発電機と主電動機の種類および回路構成にはいくつかの方式があるが、本形式では、主発電機の差動複巻界磁の作用により主発電機の端子電圧を自動的に制御してその出力を一定に保つ、レンプ式と通称される自動制御差動複巻界磁方式をベースとして、列車起動時に他励分巻界磁を制御することによって主発電機の出力を制御する、通称レナード式と通称される手動制御式分巻界磁方式を組合わせた回路構成としており、この方式は満鉄式とも通称されている。

### 制御機器・補機
本形式は速度、運転方向、機関回転数などを運転室内の主幹制御器により制御しており、また、機械室内に分電盤を設置して、主要な機器類はここに集約している。運転台および機械室内分電盤に配置される主な機器は以下の通り。
- 運転台
  - 主幹制御器（マスターコントローラーハンドル、逆転ハンドル、機関起動/停止ハンドル、冷却水ポンプ停止（主機非常停止兼用）押しボタン、高速ノッチ押しボタン）
  - ブレーキ弁
  - 計器類：ブレーキ圧力計、速度計、主機回転計、主回路電流計
  - 表示灯類：主機起動準備完了灯、冷却水・潤滑油圧力表示灯
  - スイッチ類：低圧回路スイッチ盤
- 機械室内分電盤
  - 計器類：電力計、主発電機電圧計/電流計、蓄電池充放電電流計、低圧回路電圧計、積算電力計
  - スイッチ類：制御開閉器、主回路開放器、低圧回路スイッチ盤
  - 表示灯類：主機起動準備完了灯、冷却水・潤滑油圧力表示灯
  - 制御機器類：逆転器、主回路接触器/切換器、過負荷継電器、低圧回路ヒューズ盤、界磁回路機器、充電回路機器

主幹制御器の機関起動/停止ハンドルは「2」「1」←「切」→「停止」の配置となっており、機関起動時には1ノッチで主機に設置された燃料弁半開電磁弁と冷却水ポンプ接触器が動作し、2ノッチで主機起動接触器が投入されて主機が起動する一方、停止ノッチでは機関停止電磁弁が釈放されて燃料供給が停止されて主機が停止する。
同じく主幹制御器のマスターコントローラーハンドルは「切」→「S1」「S2」「T1」「T2」「P1」「P2」の配置となっており、各ノッチの動作は以下の通りとなっている。
- S1ノッチ：主電動機が直列に接続された後に主発電機の他励界磁接触器が投入されて列車が起動した後、主発電機他励界磁励磁の制限抵抗が順次途中まで短絡されて主回路電圧が上昇する
- S2ノッチ：主発電機他励界磁の励磁回路の制限抵抗が全て短絡されて主回路電圧が規定の値となる
- T1、T2ノッチ：他励界磁励磁回路の制限抵抗が投入されて主発電機発生電圧が低下する
- P1ノッチ：T2ノッチからP1ノッチに至る間に主電動機の接続が並列となり、P1ノッチで他励界磁励磁回路の制限抵抗が短絡されて主回路電圧が規定の値となる
- 高速ノッチ押しボタン + P2ノッチ：機関高速用電磁弁が動作して主機回転数が830 → 900 rpmとなって主回路電圧がさらに上がる一方で補助発電機の分巻界磁に制限抵抗が入ってその出力電圧を維持する

補機として、いずれも補助発電機もしくは蓄電池を電源とするブレーキ用の電動空気圧縮機2基、主機冷却水循環用の電動ポンプ1基を搭載しているほか、潤滑油循環用として主機直結のオイルポンプおよび冷却回路用のオイルポンプを搭載している。電動空気圧縮機は1基あたりの容量453 l/min、冷却水ポンプは定格電圧130 V、出力3.3 kWの直流複巻電動機を使用した揚程20 m、揚水量420 l/minのものとなっている。機関冷却水および潤滑油冷却用のラジエーターはジテ1型の屋根上に設置され、季節に応じて使用するラジエーターの数を調整することによって冷却能力を調整する方式となっており、手荷物室内天井に容量1200 lの冷却水タンクと370 lの潤滑油タンクが設置され、ラジエーターは欧州の初期の気動車やジハ1型でも使用された平板形状の自然冷却式のものを搭載している。
ジテ1型の制御回路や電灯回路等の各種電源およびハフセ1型の制御回路、前照灯および標識灯回路の電源は補助発電機から直流130 Vが供給されており、ジテ1型に充電接触器と容量（4時間放電率）280 Ahの蓄電池を搭載している。一方で、附随客車の室内灯の電源としてロハフ1型の床下に搭載したリリプト式L5型発電機と24 Vの蓄電池を搭載して、附随客車のみを蒸気機関車で牽引する列車での運行に対応している。ストーン・リリプト式もしくはストーン式リリプト形とも称される本方式は一時は日本国内でも広く採用されていた、車軸発電機1基に蓄電池2組を組み合わせた複電池式のもので、蓄電池のうち1組を発電機からの充電側、1組を電灯回路への放電側としてそれらを蓄電池の充電状況に応じて自動的に切替えるものとなっている。

### 台車・ブレーキ装置
動台車・従台車ともに一般的な形態のイコライザー式台車で車体支持方式をスイングハンガー式としたもので、枕ばねは重ね板ばね、釣合ばねはコイルばねとなっている。軸距は2440 mm、車輪径は動輪・従輪とも南満洲鉄道の気動車標準の840 mmとなっており、各軸受にはアメリカの軸受メーカーであるティムケン製の転がり軸受を使用しているほか、台車枠は動台車のものは鋳鋼製、従台車のものは鋼材組立式であるほか、動台車の各軸には砂撒き装置が設置されており、台車枠端部に砂箱が搭載されている。
ブレーキ装置は、それまでの機械式気動車はウエスティングハウスのSM3直通空気ブレーキ、ジハ1型はSME直通空気ブレーキを使用していたが、本形式ではA動作弁を使用するAMA自動空気ブレーキを装備しており、基礎ブレーキ装置は動台車、付随台車ともに両抱式踏面ブレーキを装備し、ブレーキシリンダーは車体装荷となっている。

## 主要諸元
| 項目           | 形式                           | ジテ1                                                           | ロハフ1                                                         | ハフ1                                                           | ハフセ1                                                         |
| 項目           | 車号                           | 1-6                                                             | 1-6                                                             | 1-6                                                             | 1-6                                                             |
| -------------- | ------------------------------ | --------------------------------------------------------------- | --------------------------------------------------------------- | --------------------------------------------------------------- | --------------------------------------------------------------- |
| 車軸配置       | 車軸配置                       | Bo'2' + 2'2'2'Bo'                                               | Bo'2' + 2'2'2'Bo'                                               | Bo'2' + 2'2'2'Bo'                                               | Bo'2' + 2'2'2'Bo'                                               |
| 編成長         | 編成長                         | 65 196 mm                                                       | 65 196 mm                                                       | 65 196 mm                                                       | 65 196 mm                                                       |
| 全軸距         | 全軸距                         | 61790 mm                                                        | 61790 mm                                                        | 61790 mm                                                        | 61790 mm                                                        |
| 固定軸距       | 固定軸距                       | 2440 mm                                                         | 2440 mm                                                         | 2440 mm                                                         | 2440 mm                                                         |
| 編成重量       | 編成重量                       | 131.4 t（Sluzer製主機搭載車）/133.1 t（新潟鐵工所製主機搭載車） | 131.4 t（Sluzer製主機搭載車）/133.1 t（新潟鐵工所製主機搭載車） | 131.4 t（Sluzer製主機搭載車）/133.1 t（新潟鐵工所製主機搭載車） | 131.4 t（Sluzer製主機搭載車）/133.1 t（新潟鐵工所製主機搭載車） |
| 編成定員       | 編成定員                       | 二等 28名、三等 258名、計 286名                                 | 二等 28名、三等 258名、計 286名                                 | 二等 28名、三等 258名、計 286名                                 | 二等 28名、三等 258名、計 286名                                 |
| 車体/客室 装備 | 運転室                         | ○                                                               | ×                                                               | ×                                                               | ○                                                               |
| 車体/客室 装備 | 車掌室                         | ×                                                               | ×                                                               | ×                                                               | ○                                                               |
| 車体/客室 装備 | 機械室                         | ○                                                               | ×                                                               | ×                                                               | ×                                                               |
| 車体/客室 装備 | トイレ                         | ×                                                               | ○                                                               | ○                                                               | ○                                                               |
| 車体/客室 装備 | 暖房用ボイラー                 | ○                                                               | ×                                                               | ×                                                               | ×                                                               |
| 車体/客室 装備 | 窓扉配置 (上段:左側/下段:右側) | 3d1B B1 1d3                                                     | D1 3 6D D6 4D                                                   | D11D                                                            | D10D1 1D10D                                                     |
| 走行機器       | 主機・主発電機                 | ○                                                               | ×                                                               | ×                                                               | ×                                                               |
| 走行機器       | 主電動機                       | 2基                                                             | ×                                                               | ×                                                               | 2基                                                             |
| 走行機器       | 主制御装置                     | ○                                                               | ×                                                               | ×                                                               | ×                                                               |
| 走行機器       | 補助発電機                     | ○                                                               | ○                                                               | ×                                                               | ×                                                               |
| 走行機器       | 蓄電池                         | ○                                                               | ○                                                               | ×                                                               | ×                                                               |
| 走行機器       | ブレーキシリンダ               | ○                                                               | ○                                                               | ○                                                               | ○                                                               |
| 走行機器       | 手ブレーキ装置                 | ○                                                               | ○                                                               | ×                                                               | ○                                                               |
| 1. 2.          |                                |                                                                 |                                                                 |                                                                 |                                                                 |

導入後に南満洲鉄道連京線で実施された試運転結果は下表の通り。
| 項目  | 項目               | 速度(km/h) | 速度(km/h) | 速度(km/h) | 速度(km/h) | 速度(km/h) | 速度(km/h) | 速度(km/h) | 速度(km/h) | 速度(km/h) | 速度(km/h) | 備考                                            |
| 項目  | 項目               | 0          | 10         | 20         | 30         | 40         | 50         | 60         | 70         | 80         | 90         | 備考                                            |
| ----- | ------------------ | ---------- | ---------- | ---------- | ---------- | ---------- | ---------- | ---------- | ---------- | ---------- | ---------- | ----------------------------------------------- |
| 結果  | 経過時間(s)        | 0          | 8.5        | 19         | 43         | 54         | 85         | 122        | 170        | 240        | 360        | 太平山 - 白旗間 平坦、向風6 m/s 列車重量130.7 t |
| 結果  | 平均加速度(km/h/s) | 0          | 1.17       | 1.05       | 0.88       | 0.74       | 0.59       | 0.49       | 0.41       | 0.33       | 0.25       | 太平山 - 白旗間 平坦、向風6 m/s 列車重量130.7 t |
| 1. 2. |                    |            |            |            |            |            |            |            |            |            |            |                                                 |

| 項目 | 項目               | 経過時間(s) | 経過時間(s) | 経過時間(s) | 経過時間(s) | 経過時間(s) | 経過時間(s) | 経過時間(s) | 経過時間(s) | 経過時間(s) | 経過時間(s) | 経過時間(s) | 備考                                            |
| 項目 | 項目               | 0           | 10          | 20          | 30          | 40          | 50          | 60          | 120         | 240         | 360         | 450         | 備考                                            |
| ---- | ------------------ | ----------- | ----------- | ----------- | ----------- | ----------- | ----------- | ----------- | ----------- | ----------- | ----------- | ----------- | ----------------------------------------------- |
| 結果 | 速度(km/h)         | 0           | 12          | 21          | 29          | 36          | 41          | 45          | 63          | 75          | 85          | 90          | 太平山 - 白旗間 平坦、追風4 m/s 列車重量130.7 t |
| 結果 | 平均加速度(km/h/s) | 0           | 1.20        | 1.05        | 0.97        | 0.90        | 0.82        | 0.75        | 0.53        | 0.42        | 0.35        | 0.20        | 太平山 - 白旗間 平坦、追風4 m/s 列車重量130.7 t |
|      |                    |             |             |             |             |             |             |             |             |             |             |             |                                                 |

| 項目  | 制動種別           | 常用制動 | 常用制動 | 常用制動 | 常用制動 | 常用制動 | 常用制動 | 非常制動 | 非常制動 | 非常制動 | 非常制動 | 備考                          |
| 項目  | 制動初速(km/h)     | 108.7    | 98.3     | 76.6     | 66.2     | 58.0     | 44.5     | 100      | 80       | 60       | 40       | 備考                          |
| ----- | ------------------ | -------- | -------- | -------- | -------- | -------- | -------- | -------- | -------- | -------- | -------- | ----------------------------- |
| 結果  | 制動時間(s)        | 39       | 35       | 27       | 20.5     | 19       | 15.5     | 36       | 28       | 18       | 12       | 蓋平 - 太平山間 列車重量130 t |
| 結果  | 制動距離(m)        | 708.6    | 539.0    | 346.4    | 243.4    | 202.9    | 113.5    | 615      | 360      | 190      | 90       | 蓋平 - 太平山間 列車重量130 t |
| 結果  | 平均減速度(km/h/s) | 2.94     | 2.98     | 3.06     | 3.58     | 3.41     | 3.30     | 2.85     | 2.96     | 3.53     | 3.63     | 蓋平 - 太平山間 列車重量130 t |
| 1. 2. |                    |          |          |          |          |          |          |          |          |          |          |                               |

| 項目            | 項目                | 1回目         | 2回目       |
| --------------- | ------------------- | ------------- | ----------- |
| 区間            | 駅間                | 大石橋 - 大連 | 銀嶺 - 奉天 |
| 区間            | 距離(km)            | 239.5         | 71.4        |
| 速度            | 平均速度(km/h)      | 74.2          | 81.8        |
| 速度            | 最高速度(km/h)      | 110           |             |
| 所要時間        | 総走行時間(min-sec) | 194-0         | 51-35       |
| 所要時間        | 力行時間(min)       | 141           |             |
| 所要時間        | 惰行時間(min)       | 53            |             |
| 燃料            | 使用量(l)           | 225           | 63          |
| 燃料            | 消費率(l/km)        | 0.94          | 0.88        |
| 使用電力量(kWh) | 使用電力量(kWh)     |               | 197         |
| 1. 2. 3. 4.     |                     |               |             |

## 運用
1935年の営業運転開始後は1日160 kmの区間を2往復する普通列車の運用を主として、週末には温泉地への臨時列車として約200 km、途中無停車の運用に、夏季には全ての窓を開放して納涼列車として運用されている。
1936年度には大連機関区と奉天機関区に配置されており、機関区・用途別の走行距離は以下の通りであった。
| ジテ1型        | 大連機関区            | 245.8   | 245.3           | 0 | 0 | 0 | 0   | 0 | 0.5  | 212.0 |
| ジテ1型        | 奉天機関区            | 219.0   | 218.9           | 0 | 0 | 0 | 0   | 0 | 0.06 | 212.0 |
| ジテ1型        | 計                    | 464.8   | 464.2           | 0 | 0 | 0 | 0   | 0 | 0.6  | 212.0 |
| 軽油油動車計   | 計7機関区             | 2 477.8 | 2 464.2 (399.7) | 0 | 0 | 0 | 2.7 | 0 | 10.9 | -     |
| 重油動車計     | 大連機関区 奉天機関区 | 170.8   | 170.1 (2.2)     | 0 | 0 | 0 | 0.7 | 0 | 0    | 156.1 |
| 重油機関車計   | 大連機関区            | 4.6     | 4.6             | 0 | 0 | 0 | 0   | 0 | 0    | -     |
| 電気機関車計   | 大連機関区            | 74.7    | 0               | 0 | 0 | 0 | 0   | 0 | 74.7 | 40.9  |
| 1. 2. 3. 4. 5. |                       |         |                 |   |   |   |     |   |      |       |

1940年夏時点では、本形式は1939年11月1日改正のダイヤにおける連京線の、奉天から大連側への区間列車として奉天 - 鞍山（あんざん）間（89.3 km）1往復、奉天 - 大石橋（だいせっきょう）間（157.1 km）2往復の運用で使用されて、その主要駅における時刻は下表の通りであったほか、1940年7月1日改正のダイヤにおける連京線・金城線線の大連 - 城子疃（じょうしどう）間（134.6 km）1往復でも使用されており、これらのダイヤが使用された1940年度における本形式の年間総走行距離は535.5千 km、1日1車あたり走行距離は244.5 kmであった。
| 路線            | キロ程         | 方面           | 奉天方面行 | 奉天方面行 | 奉天方面行 | 大連方面行 | 大連方面行 | 大連方面行 |
| 路線            | キロ程         | 列車番号       | 101        | 105        | 103        | 102        | 106        | 104        |
| --------------- | -------------- | -------------- | ---------- | ---------- | ---------- | ---------- | ---------- | ---------- |
| 連京線 (主要駅) | 0.0            | 大連           |            |            |            |            |            |            |
| 連京線 (主要駅) | 239.5          | 大石橋         | 0620       |            | 0925       | 0907       |            | 2307       |
| 連京線 (主要駅) | 292.8          | 油崗子         | 0726       |            | 1030       | 0804       |            | 2204       |
| 連京線 (主要駅) | 307.3          | 鞍山           | 0746       | 1000       | 1050       | 0744       | 0940       | 2144       |
| 連京線 (主要駅) | 332.3          | 遼陽           | 0817       | 1031       | 1121       | 0711       | 0910       | 2111       |
| 連京線 (主要駅) | 381.0          | 蘇家屯         | 0917       | 1131       | 1221       | 0611       | 0810       | 2011       |
| 連京線 (主要駅) | 388.0          | 渾河           | 0927       | 1141       | 1231       | 0558       | 0758       | 1958       |
| 連京線 (主要駅) | 396.6          | 奉天           | 0940       | 1154       | 1244       | 0545       | 0745       | 1945       |
| 連京線 (主要駅) | 701.4          | 新京           |            |            |            |            |            |            |
| 表定速度(km/h)  | 表定速度(km/h) | 表定速度(km/h) | 47.1       | 47.0       | 47.4       | 46.7       | 46.6       | 46.7       |
| 1. 2. 3. 4. 5.  |                |                |            |            |            |            |            |            |

1943年度には奉天鉄道局の奉天機関区に配置されて連京線鞍山 - 煙台（えんだい） - 蘇家屯（そかとん） - 奉天間89.3 km、奉山線奉天 - 裕國（ゆうこく）間11.3 km、撫順線蘇家屯 - 撫順間52.9 km）を中心に運行されており、その概要は下表の通りであった。なお、南満洲鉄道ではディーゼル燃料として撫順炭鉱産のシェールオイルを使用しており、また、1943年度における本形式の運転用燃料使用実績の内訳は軽油217.4 千m3、重油7.7 千m3であった
| 局 機関区             | 区間              | 路線/距離 (km)                                                                              | 車両走行距離 (km) | 運行回数 (回)  | 燃料使用量 (l)   | 燃料消費率 (l/km) | 併用形式/運行回数 (回)                                           |
| --------------------- | ----------------- | ------------------------------------------------------------------------------------------- | ----------------- | -------------- | ---------------- | ----------------- | ---------------------------------------------------------------- |
| 奉天鉄道局 奉天機関区 | 鞍山 - 奉天       | 連京線：89.3                                                                                | 97 689.5          | 1 094.0        | 120 256          | 1.23              |                                                                  |
| 奉天鉄道局 奉天機関区 | 煙台 - 奉天       | 連京線：42.0                                                                                | 27 314.6          | 650.3          | 29 824           | 1.09              |                                                                  |
| 奉天鉄道局 奉天機関区 | 十里河 - 裕國     | 連京線：18.1                                                                                | 2 126.6           | 62.9           | 3 013            | 1.42              |                                                                  |
| 奉天鉄道局 奉天機関区 | 蘇家屯 - 奉天     | 連京線：15.6                                                                                | 218.4             | 14.0           | 429              | 1.96              |                                                                  |
| 奉天鉄道局 奉天機関区 | 奉天 - 裕國       | 奉山線：11.3                                                                                | 36 424.4          | 3 252.2        | 42 317           | 1.16              | キハ2型：991.9 キハ3型：3 624.7 ケハ3改型：57.6 ケハ5改型：336.6 |
| 奉天鉄道局 奉天機関区 | 奉天 - 温泉寺     | 連京線（奉天 - 蘇家屯）：15.6 安奉線（ 蘇家屯 - 宮原 ）：67.2 渓堿線（宮原 - 温泉寺）：40.1 | 1 479.6           | 12.0           | 1 854            | 1.25              |                                                                  |
| 奉天鉄道局 奉天機関区 | 奉天 - 撫順       | 連京線（奉天 - 蘇家屯）：15.6 撫順線（蘇家屯 - 撫順）:52.9                                  | 20 602.4          | 364.0          | 21 963           | 1.07              |                                                                  |
| 奉天鉄道局 奉天機関区 | 奉天 - 瀋陽       | 奉吉線：10.7                                                                                | 3 460.0           | 323.3          | 5 484            | 1.58              | キハ2型：93.7 キハ3型：1 956.2 ケハ3改型：57.6 ケハ5改型：33.8   |
| 合計 (1日1車平均)     | 合計 (1日1車平均) | 合計 (1日1車平均)                                                                           | 189 315.5 (86.21) | 5 772.7 (2.62) | 225 140 (102.52) | 1.19              |                                                                  |
| 1. 2. 3. 4. 5. 6. 7.  |                   |                                                                                             |                   |                |                  |                   |                                                                  |

同年4月に改正されたダイヤは「遅くとも正確主義」とされ、華北 - 満洲 - 朝鮮半島間の旅客輸送の増強や「海上輸送陸運転嫁」に対応した貨物の「増積」を目的としたものであり、『鉄道統計年報 昭和18年度』の統計では、当時すでに気動車のうち軽油動車の約1/5、揮発油動車の約1/3が「収容車」として非稼働の状態であり、本形式は検査・修繕に多くの日数を要し、一部車両が収容車となっていたものの、統計上1日平均で5両中2.2両が運用され、稼働日における1両あたりの平均走行距離は236.3 kmであり、その概要は下表の通りであった（統計が5両分である理由は同年報には記載がない）。
| 形式 車種    | 総日車数 (日車) | 運用外 (日車) | 運用外 (日車) | 運用外 (日車) | 運用 (日車) | 運用 (日車) | 運用 (日車) | 運用 (日車) | 運用 (日車) | 運用 (日車) | 運用 (日車) | 運用 (日車) |
| 形式 車種    | 総日車数 (日車) | 検査 /修繕等  | 予備等        | 収容          | 特急        | 急行        | 普通        | 貨物 /荷物  | 軍用 /警備  | 工事        | 局用        | 入換        |
| ------------ | --------------- | ------------- | ------------- | ------------- | ----------- | ----------- | ----------- | ----------- | ----------- | ----------- | ----------- | ----------- |
| ジテ1型      | 1 830           | 465           | 259           | 305           | 0           | 0           | 800.5       | 0           | 0           | 0           | 0.5         | 0           |
| 揮発油動車計 | 41 237          | 4 398         | 13 272        | 13 195        | 0           | 0           | 10 035.5    | 0           | 0           | 0           | 193.5       | 0           |
| 軽油動車計   | 5 856           | 2 258         | 730           | 1 100         | 0           | 0           | 1 657       | 0           | 0           | 0           | 110         | 0           |
| 重油動車計   | 2 562           | 779           | 417           | 305           | 0           | 0           | 1 060.5     | 0           | 0           | 0           | 0.5         | 0           |
| 重油機関車計 | 1 464           | 550           | 251           | 492           | 0           | 0           | 0           | 170.5       | 0           | 0           | 0.5         | 0           |
| 電気機関車計 | 1 809           | 85            | 667           | 0             | 0           | 0           | 0           | 0           | 0           | 0           | 0           | 1 057       |
| 蒸気機関車計 | 712 565         | 135 024.4     | 76 106.5      | 2 101         | 0           | 15 532.9    | 65 060.2    | 280 288.5   | 11 011.2    | 13 107.9    | 3 771.8     | 110 560.6   |
| 1. 2. 3. 4.  |                 |               |               |               |             |             |             |             |             |             |             |             |

| 形式 車種    | 総走行距離 (千km) | 総走行距離 (千km) | 総走行距離 (千km) | 総走行距離 (千km) | 総走行距離 (千km) | 総走行距離 (千km) | 総走行距離 (千km) | 総走行距離 (千km) | 総走行距離 (千km) | 1日1車走行距離 (km/日車) | 1日1車走行距離 (km/日車) | 1日平均車数 (車) | 1日平均車数 (車) |
| 形式 車種    | 合計              | 特急              | 急行              | 普通              | 貨物 /荷物        | 軍用 /警備        | 工事              | 局用              | 入換              | 運用日数 あたり          | 総日数 あたり            | 運用日数 あたり  | 総日数 あたり    |
| ------------ | ----------------- | ----------------- | ----------------- | ----------------- | ----------------- | ----------------- | ----------------- | ----------------- | ----------------- | ------------------------ | ------------------------ | ---------------- | ---------------- |
| ジテ1型      | 189.3             | 0                 | 0                 | 189.3             | 0                 | 0                 | 0                 | 5.4               | 0                 | 236.3                    | 103.5                    | 2.2              | 5.0              |
| 揮発油動車計 | 1 868.5           | 0                 | 0                 | 1 851.7           | 0                 | 0                 | 0                 | 38.7              | 0                 | 182.7                    | 45.3                     | 27.9             | 112.7            |
| 軽油動車計   | 390.9             | 0                 | 0                 | 388.3             | 0                 | 0                 | 0                 | 2.7               | 0                 | 221.1                    | 66.8                     | 4.8              | 16.0             |
| 重油動車計   | 260.9             | 0                 | 0                 | 260.9             | 0                 | 0                 | 0                 | 0.0               | 0                 | 246.0                    | 101.8                    | 2.9              | 7.0              |
| 重油機関車計 | 2.0               | 0                 | 0                 | 0                 | 2.0               | 0                 | 0                 | 0.0               | 0                 | 11.9                     | 1.8                      | 0.5              | 3.0              |
| 電気機関車計 | 83.7              | 0                 | 0                 | 0                 | 0                 | 0                 | 0                 | 0                 | 83.7              | 79.2                     | 46.3                     | 2.9              | 4.9              |
| 蒸気機関車計 | 117 851.4         | 0                 | 7 130.1           | 22 676.0          | 65 570.6          | 2 158.8           | 1 696.5           | 367.6             | 18 251.8          | 236.0                    | 165.4                    | 1 364.2          | 1 946.9          |
| 1. 2. 3. 4.  |                   |                   |                   |                   |                   |                   |                   |                   |                   |                          |                          |                  |                  |

また、同じ『鉄道統計年報 昭和18年度』の別の統計では、ジテ1型、ロハフ1型、ハフ1型（ジハ1型用のハフ2型と合算）、ハフセ1型の日車数、走行距離は下表の通りであり、ジテ1型と附随客車編成の稼働日数・走行距離には差異があり、ジテ1型の検査時等に附随客車編成を牽引することを考慮して導入された高速近距離旅客列車用のダブサ型蒸気機関車が実際に附随客車の編成を牽引する試運転列車の記録が残されている。
| ジテ1型              | 2 196  | 536   | 219    | 1 441  | 0 | 0 | 0 |
| ロハフ1型            | 2 196  | 117   | 947    | 1 132  | 0 | 0 | 0 |
| ハフ1型・ハフ2型計   | 2 928  | 190   | 1 245  | 1 493  | 0 | 0 | 0 |
| ハフセ1型            | 2 196  | 117   | 947    | 1 132  | 0 | 0 | 0 |
| 揮発油動車計         | 40 632 | 4 716 | 12 945 | 22 971 | 0 | 0 | 0 |
| 軽油動車計           | 6 588  | 2 290 | 731    | 3 562  | 0 | 0 | 0 |
| 重油動車計           | 2 928  | 848   | 368    | 1 712  | 0 | 0 | 0 |
| 付随車・付随制御車計 | 7 320  | 424   | 3 149  | 3 757  | 0 | 0 | 0 |
| 1.                   |        |       |        |        |   |   |   |

| 形式 車種          | 総走行距離 (千km) | 総走行距離 (千km) | 総走行距離 (千km) | 総走行距離 (千km) | 総走行距離 (千km) | 総走行距離 (千km) | 総走行距離 (千km) | 総走行距離 (千km) | 1日1車走行距離 (km/日車) | 1日1車走行距離 (km/日車) | 1日平均 使用車数 (車) |
| 形式 車種          | 所管線内          | 所管線内          | 所管線内          | 所管線内          | 所管線内          | 所管線内          | 所管線内          | 所管線内          | 運用日数 あたり          | 総日数 あたり            | 1日平均 使用車数 (車) |
| 形式 車種          | 大連 埠頭局       | 奉天 鉄道局       | 錦州 鉄道局       | 吉林 鉄道局       | 牡丹江 鉄道局     | 哈爾濱 鉄道局     | 斉々哈爾 鉄道局   | 羅津 鉄道局       | 運用日数 あたり          | 総日数 あたり            | 1日平均 使用車数 (車) |
| ------------------ | ----------------- | ----------------- | ----------------- | ----------------- | ----------------- | ----------------- | ----------------- | ----------------- | ------------------------ | ------------------------ | --------------------- |
| ジテ1型            | 0.8               | 192.8             | 0                 | 0.02              | 0                 | 0                 | 0                 | 0                 | 134.4                    | 116.6                    | 3.9                   |
| ロハフ1型          | 22.4              | 192.8             | 0                 | 0                 | 0                 | 0                 | 0                 | 0                 | 190.1                    | 103.4                    | 3.1                   |
| ハフ1型・ハフ2型計 | 106.5             | 193.0             | 0                 | 0.02              | 0                 | 0                 | 0                 | 0                 | 200.7                    | 116.6                    | 4.1                   |
| ハフセ1型          | 22.6              | 192.5             | 0                 | 0.02              | 0                 | 0                 | 0                 | 0                 | 190.1                    | 103.5                    | 3.1                   |
| 揮発油動車計       | 198.4             | 184.5             | 463.6             | 207.4             | 0                 | 121.2             | 325.9             | 0                 | 68.1                     | 38.5                     | 62.8                  |
| 軽油動車計         | 215.3             | 213.2             | 0.10              | 31.0              | 0                 | 99.0              | 0                 | 0                 | 156.8                    | 84.8                     | 9.7                   |
| 重油動車計         | 70.7              | 0                 | 0                 | 0                 | 0                 | 0                 | 0                 | 0                 | 154.3                    | 90.3                     | 4.7                   |
| 1.                 |                   |                   |                   |                   |                   |                   |                   |                   |                          |                          |                       |

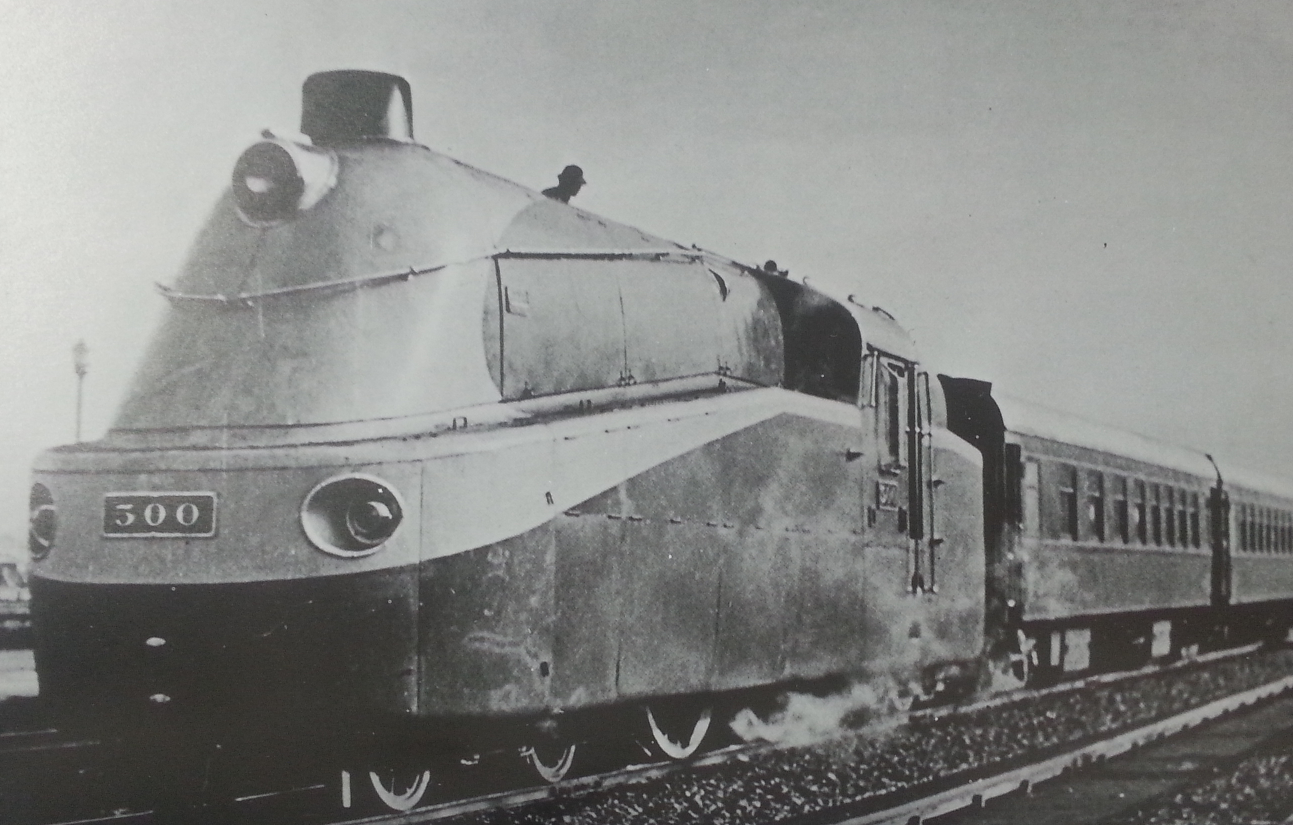
ダブサ型蒸気機関車がロハフ1型ほか附属編成を牽引する列車（撮影：高田隆雄）

南満洲鉄道での気動車の運行は燃料統制下においても継続されていたが、第二次世界大戦末期には運用中止となり、戦後の状況は不明な点が多いが、1954-59年頃に撫順炭鉱の労働者輸送用電車に改造された機体が相当数に及んだとする文献がある。

本形式の運用状況に関して残された記録は多くはないが、最高時速125km/hを記録し、100km/h程度の実用速力を発揮したが、軽量でパシナ型蒸気機関車が牽引する“あじあ”より高加速度であり、かつ、蒸気機関車のように線路を傷めなかったとされていたが、短編成列車の運行を目的として採用された本形式およびジハ1型の電気式は製造コストの高さが欠点とされた。また、気動車列車と蒸気機関車牽引列車の比較に関し、前出の朝倉は之（注：気動車）に刺激されて従来行き詰まってゐたかの観を呈していた蒸気機関車の設計に対しても各方面で再検討が加へられるようになり、（中略）その結果内燃動車に劣らぬやうな高速の蒸気列車が各方面に出現するやうになり、列車の速度が一般に高くなったとしており、南満洲鉄道においても、本形式など気動車による列車との比較のために1936年に高速区間列車用のダブサ型を導入しているが、都市近郊列車において利用客の増加に伴い気動車列車を蒸気機関車による短編成の列車による運行に変更した際には、乗客の評判が芳しくなく、利用者が減少するなど、旅客からは気動車による列車の方が好評であった。一方、本形式をはじめとする南満洲鉄道の気動車に関し、当時南満洲鉄道鉄道総局工作局工作課長であった吉野信太郎は1939年に
外国技術の粋を取入れこれを十分に消化したことは将来編纂さるべき車輌史の数頁を飾るであろう、現在会社の内燃動車は輌数の割に型式多く過渡期であり、ある意味においては雌伏時代である。（中略）我々は近き将来において欧米のそれにも劣らぬ動車が満洲の実状に即して発達することを期待している。
と述べており、立教大学教授（経済学）の林采成は
全体的に見て、ディーゼル・エンジンの導入は本格化していない。技術的には蒸気機関車において最先端の水準に達したと評価できるものの、ディーゼルという新技術の導入と定着はなお未解決の課題であったと言わざるを得ない。
と述べている。